# BMX-Rennsport-Weltmeisterschaften/BMX-Rennen der Juniorinnen
Das BMX-Rennen der Juniorinnen ist ein Wettbewerb bei den BMX-Rennsport-Weltmeisterschaften. Es wird mit 20-Zoll-Rädern ausgetragen und richtet sich an die Kategorie der Juniorinnen, also 17- und 18-jährige Fahrerinnen.
In seiner jetzigen Form besteht der Wettbewerb seit 1996, als die Organisation der Weltmeisterschaften in die alleinige Verantwortung des Radsport-Weltverbands UCI überging. In der zuvor von der International BMX Federation (I.BMX.F) verantworteten Veranstaltung gab es Kategorien namens Junior Ladies 16 und Junior Ladies 17. Mit der Übernahme durch die UCI wurden die in anderen Radsport-Disziplinen üblichen Kategorien eingeführt.

## Palmarès
| Jahr | Austragungsort                        | Gold                                  | Silber                                | Bronze                                |
| ---- | ------------------------------------- | ------------------------------------- | ------------------------------------- | ------------------------------------- |
| 1996 | Brighton                              | Alesha Pollard                        | Tatjana Schocher                      | Sheila Songcuan                       |
| 1997 | Saskatoon                             | Rachael Marshall                      | Audrey Pichol                         | Ellen Bollansee                       |
| 1998 | Melbourne                             | Heather Bruns                         | María Gabriela Díaz                   | Jill Kintner                          |
| 1999 | Vallet                                | María Gabriela Díaz                   | Simone Dür                            | Rachel Galindo                        |
| 2000 | Córdoba                               | Jamie Lilly                           | Angelines Nicoletta                   | Kerrie-Lee Lucas                      |
| 2001 | Louisville                            | Michelle Meandro                      | Héléna Aubry                          | Jamie Lilly                           |
| 2002 | Paulínia                              | Willy Kanis                           | Cyrielle Convert                      | Analía Díaz                           |
| 2003 | Perth                                 | Samantha Cools                        | Kimberly Hayashi                      | Cyrielle Convert                      |
| 2004 | Valkenswaard                          | Kimberly Hayashi                      | Laëtitia Le Corguillé                 | Samantha Cools                        |
| 2005 | Paris                                 | Nicole Callisto                       | Sarah Walker                          | Melissa Mankowski                     |
| 2006 | São Paulo                             | Shanaze Reade                         | María Ruarte                          | Sarah Walker                          |
| 2007 | Victoria                              | Magalie Pottier                       | María Ruarte                          | Lieke Klaus                           |
| 2008 | Taiyuan                               | Manon Valentino                       | Lauren Reynolds                       | Rachel Bracken                        |
| 2009 | Adelaide                              | Mariana Pajón                         | Merle van Benthem                     | Maartje Hereijgers                    |
| 2010 | Pietermaritzburg                      | Merle van Benthem                     | Brooke Crain                          | Melinda McLeod                        |
| 2011 | Kopenhagen                            | Melinda McLeod                        | Abbie Taylor                          | Brooke Crain                          |
| 2012 | Birmingham                            | Felicia Stancil                       | Nadja Pries                           | Danielle George                       |
| 2013 | Auckland                              | Felicia Stancil                       | Shayona Glynn                         | Hannah Sarten                         |
| 2014 | Rotterdam                             | Doménica Azuero                       | Shealen Reno                          | Tatjana Kapitanowa                    |
| 2015 | Heusden-Zolder                        | Axelle Étienne                        | Swetlana Admakina                     | Kelsey Van Ogle                       |
| 2016 | Medellín                              | Ruby Huisman                          | Natalia Afremowa                      | Silje Fiskebekk                       |
| 2017 | Rock Hill                             | Beth Shriever                         | Saya Sakakibara                       | Vineta Pētersone                      |
| 2018 | Baku                                  | Indy Scheepers                        | Zoé Claessens                         | Gabriela Bolle                        |
| 2019 | Heusden-Zolder                        | Jessie Smith                          | Agustina Cavalli                      | Zoé Claessens                         |
| 2020 | nicht ausgetragen (COVID-19-Pandemie) | nicht ausgetragen (COVID-19-Pandemie) | nicht ausgetragen (COVID-19-Pandemie) | nicht ausgetragen (COVID-19-Pandemie) |
| 2021 | Papendal                              | Mariane Beltrando                     | Teigen Pascual                        | Michelle Wissing                      |
| 2022 | Nantes                                | Léa Brindjonc                         | Veronika Stūriška                     | Sabina Košárková                      |
| 2023 | Glasgow                               | Veronika Stūriška                     | Sienna Pal                            | Ava Corley                            |
| 2024 | Rock Hill                             | Teya Rufus                            | Lily Greenough                        | Ava Corley                            |
| 2025 | Kopenhagen                            | Lily Greenough                        | Elsa Rendall                          | Alexis Alden                          |

## Medaillenspiegel
| Platz  | Land               | Gold | Silber | Bronze | Gesamt |
| ------ | ------------------ | ---- | ------ | ------ | ------ |
| 1      | Vereinigte Staaten | 6    | 4      | 9      | 19     |
| 2      | Frankreich         | 5    | 4      | 2      | 11     |
| 3      | Australien         | 5    | 3      | 4      | 12     |
| 4      | Niederlande        | 4    | 1      | 3      | 8      |
| 5      | Neuseeland         | 2    | 2      | 2      | 6      |
| 6      | Großbritannien     | 2    | 2      | 0      | 4      |
| 7      | Argentinien        | 1    | 4      | 1      | 6      |
| 8      | Kanada             | 1    | 1      | 1      | 3      |
| 8      | Lettland           | 1    | 1      | 1      | 3      |
| 10     | Kolumbien          | 1    | 0      | 1      | 2      |
| 11     | Ecuador            | 1    | 0      | 0      | 1      |
| 12     | Russland           | 0    | 2      | 1      | 3      |
| 12     | Schweiz            | 0    | 2      | 1      | 3      |
| 14     | Chile              | 0    | 1      | 0      | 1      |
| 14     | Deutschland        | 0    | 1      | 0      | 1      |
| 14     | Österreich         | 0    | 1      | 0      | 1      |
| 17     | Belgien            | 0    | 0      | 1      | 1      |
| 17     | Norwegen           | 0    | 0      | 1      | 1      |
| 17     | Tschechien         | 0    | 0      | 1      | 1      |
| Gesamt | Gesamt             | 29   | 29     | 29     | 87     |